# Піта (рід птахів)
Піта (Pitta) — рід горобцеподібних птахів родини пітових (Pittidae).

## Поширення
Представники роду поширені в тропіках Африки, Азії, Австралії та Океанії.

## Види
Рід містить 16 видів:
- Pitta anerythra — піта чорнощока
- Pitta angolensis — піта ангольська
- Pitta brachyura — піта короткохвоста
- Pitta concinna
- Pitta elegans — піта жовтоброва
- Pitta iris — піта австралійська
- Pitta maxima — піта-велетень
- Pitta megarhyncha — піта мангрова
- Pitta moluccensis — піта синьокрила
- Pitta nympha — піта китайська
- Pitta reichenowi — піта зеленовола
- Pitta sordida — піта чорноголова
- Pitta steerii — піта лазурова
- Pitta superba — піта королівська
- Pitta versicolor — піта-крикун
- Pitta vigorsii